# Batalla de Sotomó
La Batalla de Sotomó fue un enfrentamiento entre tropas españolas y rebeldes huilliches durante la fase inicial de la ocupación de Chiloé en 1578. Su resultado afectaría gravemente la demografía de la zona y consolidaría la presencia española en el borde costero de la actual provincia de Llanquihue.
Este enfrentamiento es considerado por algunos autores como la primera batalla naval de América Latina.

## Antecedentes
En 1553, Francisco de Ulloa realiza la primera expedición de reconocimiento del archipiélago de Chiloé y sus territorios adyacentes, dando inicio a una presencia española que se consolidaría catorce años después con la fundación de los poblados de Castro y Chacao en 1567. Para entonces este territorio se encontraba habitado principalmente por huilliches, quienes si bien habrían recibido pacíficamente a los españoles en un primer momento, pronto comenzarían a manifestar un creciente descontento por el maltrato en las encomiendas y su uso como esclavos.
En el contexto de tensión reinante, en octubre de 1578 dos españoles resultan asesinados en territorios bajo control del corregidor de Osorno Juan Carrillo, en las inmediaciones del Lago Llanquihue. Los españoles culpan de estos hechos a una cuadrilla de huilliches, que luego de sucedido el hecho habrían escapado en dirección al Estuario de Reloncaví, donde se encontrarían con otros grupos rebeldes. Por su parte, Carrillo se reúne con el corregidor de Castro Bartolomé Maldonado, y organizan una excursión de cincuenta piraguas en dirección a la ubicación de los rebeldes.

## Enfrentamiento
Las tropas españolas dirigidas por Carrillo se embarcan a través del Estuario de Reloncaví, mientras los rebeldes nombran a un cacique identificado como Beliche y comienzan a agrupar tropas de todas las localidades cercanas, y embarcarlas en piraguas por el mismo canal.
Al día siguiente se produce una primera escaramuza, cuando tropas de huilliches aliados a los españoles asaltan un caserío de rebeldes que se encontraba indefenso. No obstante, poco más tarde se produciría la acción de mayor intensidad, cuando el principal grupo de piraguas de españoles y de huilliches rebeldes se encuentran en las proximidades de Sotomó, dando inicio a una cruenta batalla naval.
Con respecto al enfrentamiento, Pedro Mariño de Lobeira escribiría:.

Se trabó batalla de las más sangrientas que se saben en este reino, donde por espacio de cuatro horas anduvieron revueltas las piraguas saltando los que iban dentro de unas en otras, y lloviendo continuamente piedras, dardos, balas y saetas con matanza de muchos indios, los cuales eran tan astutos que tenían instrumentos para asir las piraguas de los nuestros no dejándolas gobernar ni menearse.

Luego de cuatro horas de enfrentamiento, la batalla se saldó con el triunfo de los españoles, y la muerte de 500 huilliches rebeldes. A esto se deben sumar 170 cautivos, y el hundimiento de 27 piraguas.

## Localización del enfrentamiento
Tradicionalmente se ha señalado la localidad de Sotomó, en la costa occidental del estuario, como el escenario del enfrentamiento. Sin embargo, en una nueva investigación publicada en septiembre del 2023 llamada “La batalla naval de 1578 en el Fiordo Reloncaví” el antropólogo Wladimir Soto Cárcamo plantea que nunca hubo un enfrentamiento armado en la zona de Sotomó, ya que en la crónica del reino de Chile de Pedro Mariño de Lobera no designa en ningún momento como punto específico ese lugar, ni describe el entorno geográfico de esa zona. El autor recuerda primeramente que el término Huilliche como lo plantea Ricardo E. Latcham en 1930 surge a mediados del siglo XVII con la refundación de Valdivia y Osorno aplicado a los indios de Valdivia al sur, en aquel tiempo los habitantes eran definidos por los hispanos por el territorio geográfico que ocupaban, no habiendo ninguna fuente que explique la forma como se autodefinían las poblaciones, señalando que es más propio hablar de hablantes de mapudungun y que estaban en la órbita cultural mapuche. Por otra parte, respecto al ataque de los indios amigos a las fuerzas rebeldes que atacaron la “tierra de Pudoa” como lo define Lobera postula que debió ocurrir en un punto entre la zona de la desembocadura del río Petrohue y Ralún. Respecto al enfrentamiento entre españoles y sus indios amigos contra las fuerzas rebeldes rescata la investigación de Benjamín García Gorroño en 1944 que define la parte angosta donde ocurrieron tales hechos siguiendo la crónica de Lobera como la punta de Rahuelhué.

## Consecuencias
El resultado del enfrentamiento afectó gravemente a la población indígena que por ese entonces habitaba el borde costero de las actuales comunas de Calbuco y Cochamó, dando inicio a un mayor tráfico de esclavos por parte de los españoles, y a un progresivo despoblamiento por parte de las comunidades sobrevivientes, que escaparían hacia zonas más seguras, alejadas del alcance de los españoles asentados en Chiloé.
Si bien Calbuco comenzaría a poblarse nuevamente a partir del año 1603 con españoles e indígenas provenientes de la destruida ciudad de Osorno, la costa de Cochamó y sus tierras aledañas se mantendrían prácticamente deshabitadas por los próximos dos siglos.